# Корнющенко Іван Пилипович
Іван Пилипович Корнющенко (18 вересня 1936, с. Новомихайлівка, нині Сумської області — 28 квітня 2023, м. Конотоп) — український письменник,  журналіст, краєзнавець, член Національної спілки письменників України(1995) та Національної спілки журналістів України.

## Життєпис
Іван Корнющенко народився 18 вересня 1936 року в селі Новомихайлівка, нині Сумського району, в селянській родині. Батько загинув на Другій світовій війні, у 50-х роках померла мати. Закінчивши Степанівську семирічну школу, в 14 років почав працювати на будівництві, освоїв професію столяра. Згодом закінчив Степанівську середню школу (1957), навчався на філологічному факультеті Сумського педагогічного інституту.
Закінічив відділення працівників преси Вищої партійної школи у Москві (1968).
З 1958 року працював журналістом, редактором у районних газетах Краснопілля, Липової Долини, Кролевця, Конотопа.
У 1982—1990 рр. — головний редактор конотопської міськрайонної газети «Конотопський край», організатор літературної студії при редакції газети.
Завдяки клопотанням Івана Пилиповича деякі вулиці міста Конотопа та району носять імена  славних земляків: у Конотопі — це вулиця Богушевича, у селі Великий Самбір — вулиця Павла Ключини, у Бочечках — вулиця Анатолія Давидова.
Іван Пилипович Корнющенко помер 28 квітня 2023 року в Конотопі.

## Творчість
Іван Корнющенко — автор поетичних і прозових збірок, літературознавчих досліджень, краєзнавчих та критико-бібліографічних нарисів.
Першого вірша надрукував у сумській районній газеті 30 січня 1957, згодом заявив про себе як етнограф і фольклорист.
1975 року вийшла друком перша книга (у співавторстві з Д. Гриньком) — біографічний нарис про письменника Панаса Кочуру.
Перу Івана Пилиповича належать тридцять вісім різножанрових книг. Серед них: збірки оповідань про природу рідного краю «Мій дивосвіт», «Лісова стежка» та «Птахи сонця»; книга «І на тім рушникові…» — цікава розповідь про майстерність кролевецьких ткаль; літературознавчі видання — книга «Співець грозової юності», присвячена поету-підпільнику Федору Швіндіну, та «Поет пушкінської плеяди» — нарис про життя та творчість Василя Туманського; збірка «Було, було…», присвячена цікавим сторінкам життя видатних уродженців Сумщини; «Афоризми. Думки. Парадокси» вміщує понад 400 крилатих висловів глибокого філософського змісту.
Свої книги «Тарас Шевченко в моєму житті. Думи мої думи...», «Осяйний вінок Кобзареві», краєзнавчий нарис «Кролевець його пам'яті» письменник присвятив Великому Кобзарю.
Автор статей в «Енциклопедії сучасної України».

## Нагороди і відзнаки
Іван Пилипович Корнющенко нагороджений трьома медалями. Лауреат часопису «Журналіст України» та двох літературно-мистецьких премій: імені Олександра Лазаревського та імені Федора Швіндіна. Почесний громадянин Конотопського району, міста Конотоп та селища міського типу Липова Долина.

## Твори
- 1975 — «Панас Кочура» (у співавт.), «Співець грозової юності»
- 1977 — «І на тім рушникові…»
- 1988 — «Назавжди лишились молодими»
- 1992 — «Лісова стежка»
- 1996 — «Невгамовний щем»
- 1998 — «Сходження», «Мій дивосвіт»
- 1999 — «Крізь призму століть»
- 2000 — «Поет пушкінської плеяди»
- 2001 — «Було, було…»
- 2002 — «Де курйоз, а де всерйоз»
- 2003 — «Повернення в молодість»
- 2006 — «Відлуння», «Палітра»
- 2008 — «Афоризми. Думки. Парадокси»
- 2010 — «Тарас Шевченко  в моєму житті. Думи мої, думи...», «Птахи сонця»
- 2011 — «Зореносні рядки»
- 2013 — «Осяйний вінок Кобзареві», «Моя філософія»
- 2014 — «Альбом народних картин»
- 2015 — «Хай святяться добрих імена»
- 2016 — «Розкрилля»
- 2017 — «Слово і зброя, мужність і безсмертя»
- 2018 — «Три долі»
- 2019 — «За віком — вік»
- 2020 — «По той бік щастя», «Метеликове літо», «Про нашу любов»
- 2021 — «Сльози», «Відблиск життєвих роздумів», «Гвардійці переднього фронту»
- 2022 — «Триумф променистого слова»
- 2023 — «У світі цікавого».